# 모티바 엔터프라이즈
모티바 엔터프라이즈(영어: Motiva Enterprises, LLC)는 사우디 아람코가 전부 소유한 계열회사로 본사는 미국 텍사스주 휴스턴에 있다.